# Alfred Cortot

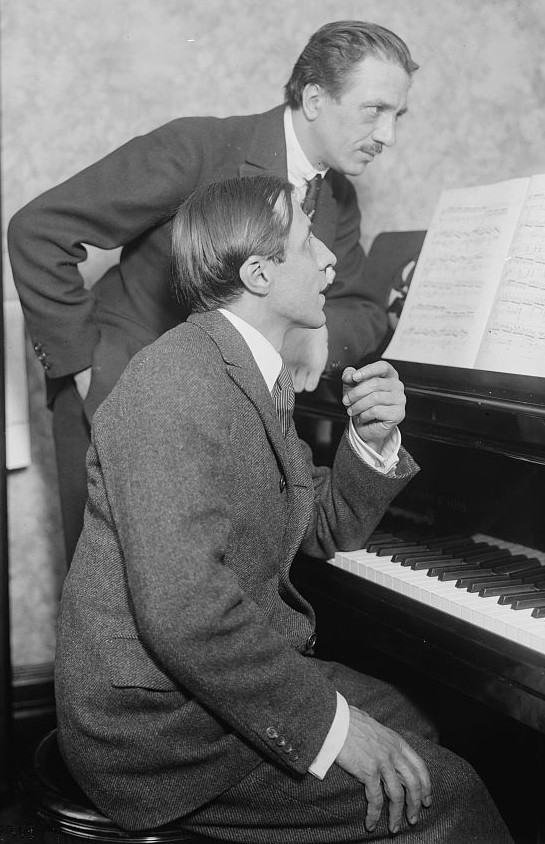
Cortot y Jacques Thibaud.

Alfred Denis Cortot (Nyon, 26 de septiembre de 1877 - Lausana, 15 de junio de 1962) fue un pianista y director de orquesta franco-suizo. Está considerado como uno de los músicos más populares de la primera mitad siglo XX y uno de los mejores pedagogos, renombrado por su poética comprensión de las obras pianísticas del romanticismo, particularmente las de Chopin y Schumann. También son notables sus aportaciones a la divulgación del conocimiento de autores como Claude Debussy e Isaac Albéniz.

## Biografía
Alfred Cortot nació en Nyon en la parte suiza de habla francesa, de padre francés y madre suiza. A la edad de cinco años, comenzó a aprender piano en Ginebra. Sus progresos son tan fulgurantes que su familia decide establecerse en París para que el joven Alfred pueda continuar su educación musical. Se matricula en el prestigioso Conservatorio de París a la edad de nueve años donde fue alumno durante diez años. Estudió con Emile Descombes (un afamado alumno de Chopin). En 1896, obtuvo un primer premio de piano, en la clase de Louis Diémer. Edouard Risler, repetidor de Diémer, le lleva a Bayreuth donde Alfred Cortot fue asistente y donde toca para Cósima, la hija de Franz Liszt y esposa de Richard Wagner. Desde entonces fue un apasionado de Wagner.
Hizo su debut en los Conciertos Colonne de 1897, tocando el Concierto para piano n° 3 de Beethoven. Entre 1898 y 1901 fue correpetidor de un coro, y, luego, director asistente en el Festival de Bayreuth, y en 1902 dirigió el primer estreno en Francia (París) de El ocaso de los dioses de Wagner. Formó una sociedad de conciertos para presentar Parsifal de Wagner, la Missa solemnis de Beethoven, Un Réquiem alemán de Brahms, la Légende de Sainte Elizabeth de Liszt, y otros estrenos de compositores franceses.
En 1905, Cortot formó un trío con Jacques Thibaud y Pablo Casals, un trío de música de cámara que se convirtió rápidamente en uno de los tríos con piano más importante de su tiempo, permaneciendo juntos hasta el inicio de la Segunda Guerra Mundial. Además de su carrera como intérprete, Cortot emprende una carrera como docente. En 1907 es nombrado profesor del Conservatorio de París (enseñó hasta 1923), siendo un excelente pedagogo, como muestra los excelentes alumnos que tuvo, como Hélène Boschi, Samson François, Clara Haskil, Yvonne Lefebure, Gina Bachauer, Dinu Lipatti, Vlado Perlemuter, Magda Tagliaferro, e incluso a Marguerite Monnot (compositora francesa de muchas de las mejores canciones de Édith Piaf y del musical Irma la douce).
Después de una gira por los Estados Unidos en 1918, funda en 1919, con Auguste Mangeot (director de la revista Le Monde musical), la École Normale de Musique de Paris que lleva desde entonces su nombre. Sus cursos de interpretación musical fueron legendarios. Hizo muchas giras como pianista, también apareció como director invitado de muchas orquestas. En 1922 estrenó, junto con Jacques Thibaud, la Première sonate pour violon et piano de Germaine Tailleferre. En 1928 fundó junto a Ernest Ansermet y Louis Fourestier la Orquesta Sinfónica de París.
Durante la Segunda Guerra Mundial, fue «Haut-Commissaire aux Beaux-Arts» del gobierno de Vichy, miembro del «Conseil National», partidario declarado de la colaboración. En 1942 fue uno de los pocos pianistas franceses en poder tocar en Berlín, en plena ocupación nazi. Estos hechos le acarrearán bastantes problemas tras la Liberación, pero desde 1946 reemprende su actividad de concertista.
Alfred Cortot da su último concierto público en el Festival de Prades en compañía de Pablo Casals en 1958.
En Japón, una isla costera lleva el nombre de Cortot, testimonio de la profunda admiración que suscita el pianista francés en el todo el mundo.
Las casi 10 000 obras y partituras anotadas de su mano que comprende su biblioteca musical fueron recompradas y se conservan en la «Médiathèque Musicale Mahler» de París. Pero una parte de los manuscritos que Alfred Cortot había adquirido ha sido dispersada en algunas de las más grandes bibliotecas públicas de todo el mundo.

## La polémica
Controvertido, apoyó la ocupación alemana en Francia durante la Segunda Guerra Mundial (tocó en conciertos auspiciados por los nazis, por ejemplo), y esto le llevó a ser declarado persona non grata después del fin de la guerra. Sus motivaciones para hacer esto han sido discutidas, pero se le prohibió dar conciertos públicos por un año, y su imagen pública en Francia quedó muy deteriorada (considerando que siguió siendo bien recibido en sus recitales en otros países, sobre todo Inglaterra).

## Su obra

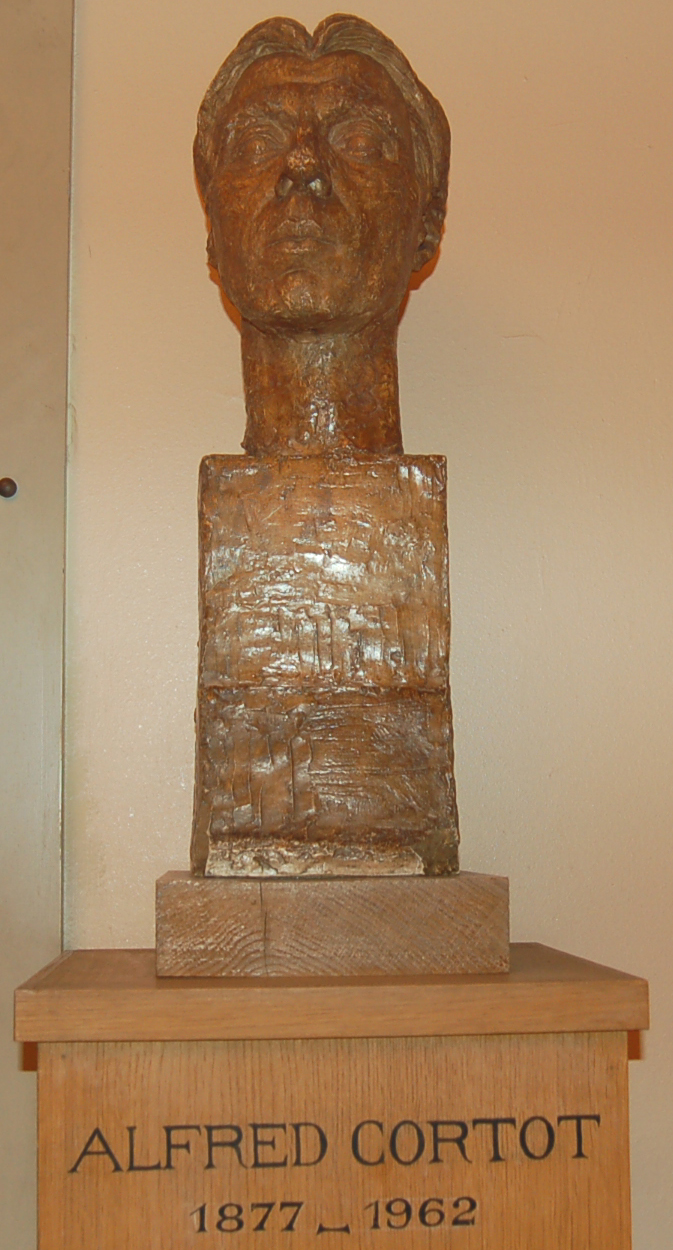
Busto de Alfred Cortot, en la sala Cortot, París.

Alfred Cortot ha tenido una gran influencia en la interpretación pianística tanto en Francia como en el extranjero, particularmente en la Unión Soviética donde los conciertos dados durante los años 1920 (en Moscú y San Petersburgo), fueron el origen de una escisión en el mundo pianístico local. De un lado, los progresistas encabezados por Heinrich Neuhaus y Samuel Feinberg se declararon impresionados por el pianista francés al punto de repensar su técnica. Del otro, los pianistas más inclinados hacia el academicismo, como Alexandre Goldenweiser criticaron el gusto de Cortot por la libertad.
Siendo el más destacado intérprete al piano de Chopin y Schumann, Cortot hizo ediciones de la música de ambos compositores (y también de Liszt), que fueron notables por sus comentarios meticulosos acerca de los problemas técnicos y asuntos de interpretación. Tuvo lapsus de memoria famosos —particularmente notables de los años 1940 en adelante, cuando muchos asuntos no musicales estaban en su mente— y ocasionalmente dejó notas equivocadas en sus grabaciones. Esto es un total contraste con su estudiante técnicamente irreprochable, Dinu Lipatti.
Cortot también fue el autor de un método para el piano: "Principios Racionales de la Técnica del Pianoforte" (Les Principes rationnels de la technique pianistique), en el que ha desarrollado su propio aproximación según la cual la subjetividad así como la búsqueda personal propia del artista deben acompañar el trabajo digital y muscular. Este libro contiene muchos ejercicios de digitación para ayudar al desarrollo de varios aspectos de la técnica de interpretación al piano. Originalmente lo escribió en francés, pero ha sido traducido a otros idiomas.
Cortot está entre los más grandes músicos del siglo, y representa el fin de una era. Es considerado el último exponente de un estilo subjetivo y personal que rechazó una técnica precisa en favor de la intuición, interpretación y espíritu auténtico. Esta manera fue reemplazada por el moderno modo "científico" de tocar, en la que se colocan al frente a la lógica y la precisión e iguala la autenticidad con las "interpretaciones" metronómicas y literales.Ha sido el padre de la poética pianística y sus interpretaciones están llenas de un "halo mágico de ensoñación y transcendencia". Las grabaciones y las anotaciones musicales de Cortot rara vez se dejan de imprimir."
Alfred Cortot ha grabado numerosos discos, especialmente de Chopin, Schumann y Liszt, de los que fue un intérprete de excepción. Publicó el primer registro mundial íntegro de la Sonata en si menor de Liszt, de la Kreisleriana de Schumann y del Primer Libro de Preludios de Debussy.